# Sarcoplasma

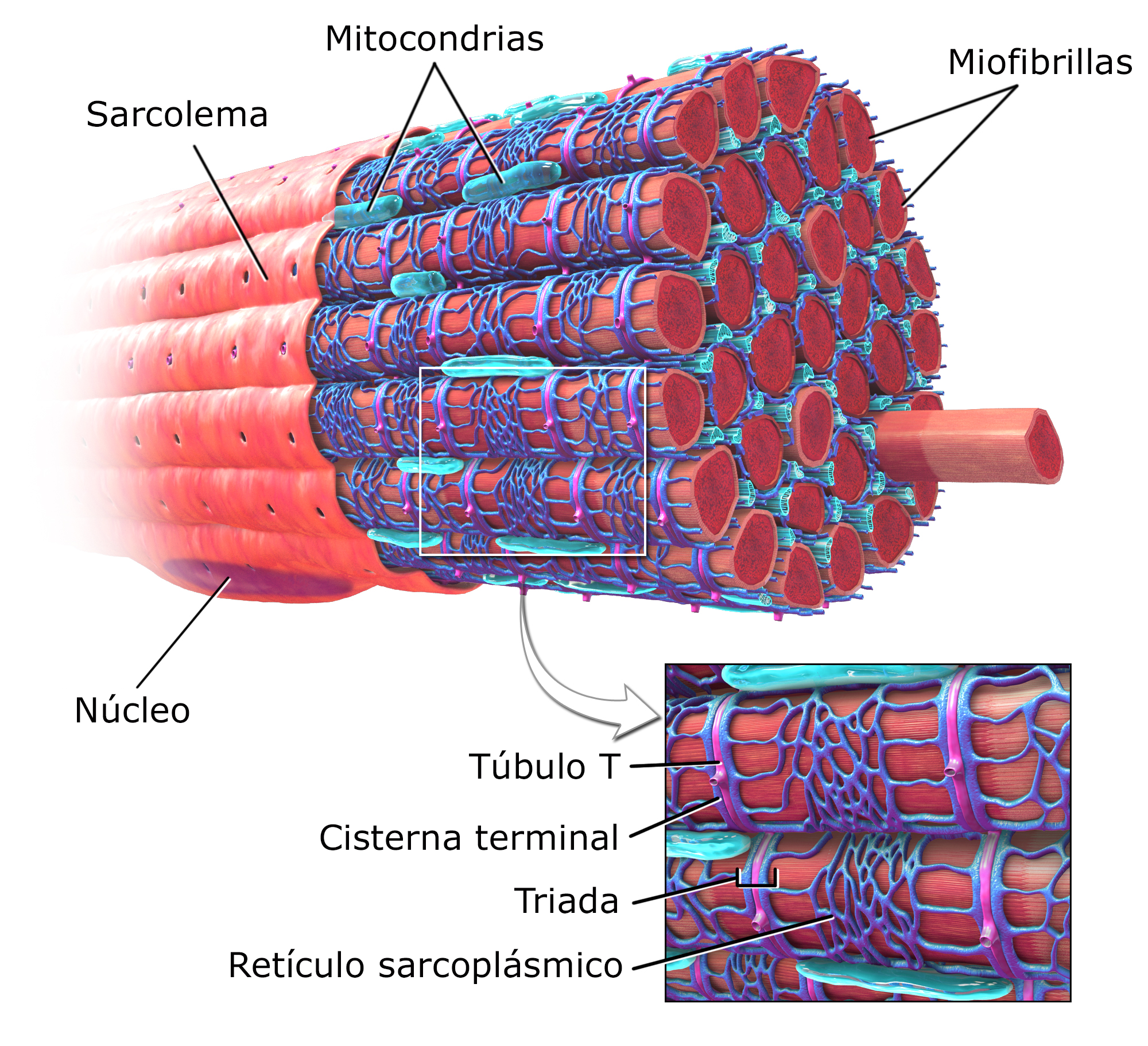
Sarcoplasma de un miocito esquelético.

Sarcoplasma de un cardiomiocito. Miosina transversal en rojo. Núcleo en azul claro

El sarcoplasma es el citoplasma de las células musculares estriadas, es decir de miocitos esqueléticos y cardiomiocitos. Es comparable al citoplasma de otras células eucariotas en su contenido, pero su estructura y empaquetamiento es particular y característico.

El sarcoplasma tiene apariencia estriada bajo el microscopio, que es debida al altamente organizado patrón de bandas claras y oscuras de sus miofibrillas.
 
El sarcoplasma es una estructura diferenciada y presenta la morfología y las funciones específicas para la contractilidad.

## Estructura

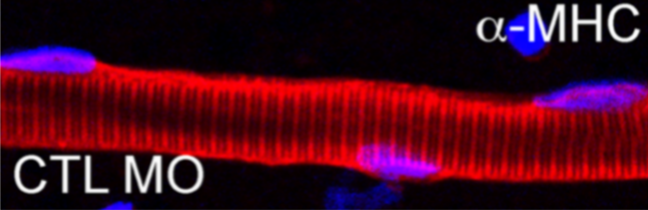
Sarcoplasma de un Miocito esquletico mostrando las estriaciones. Miosina en rojo. Núcleos en azul. Microscopía confocal. Inmunohistoquímica.

El citoplasma de las células musculares estriadas, llamado sarcoplasma, está constituido por una fase de solución compuesta por agua, iones y moléculas pequeñas difusibles, que rodea una fase de grandes estructuras macromoleculares fijas, formadas por las proteínas actina y miosina.

## Orgánulos

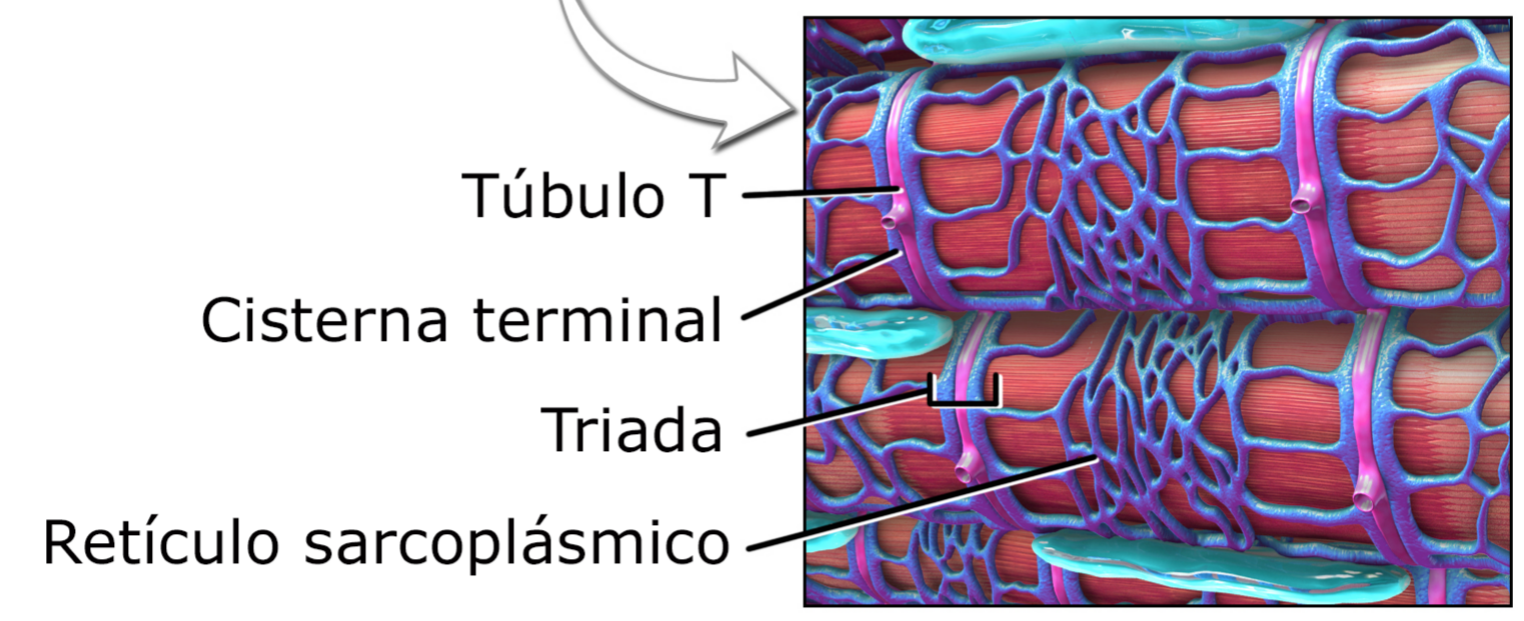
Sarcoplasma. Retículo sarcoplasmático.

El sarcoplasma presenta todos los orgánulos al igual que otras células.

Tiene aparato de Golgi, cercano al núcleo.

Tiene mitocondrias, justo por dentro de la membrana citoplasmática (el sarcolema).

Tiene retículo sarcoplasmático liso aunque está organizado de una manera especial, una red extensa de túbulos llamados sarcotúbulos.

## Sarcómeros

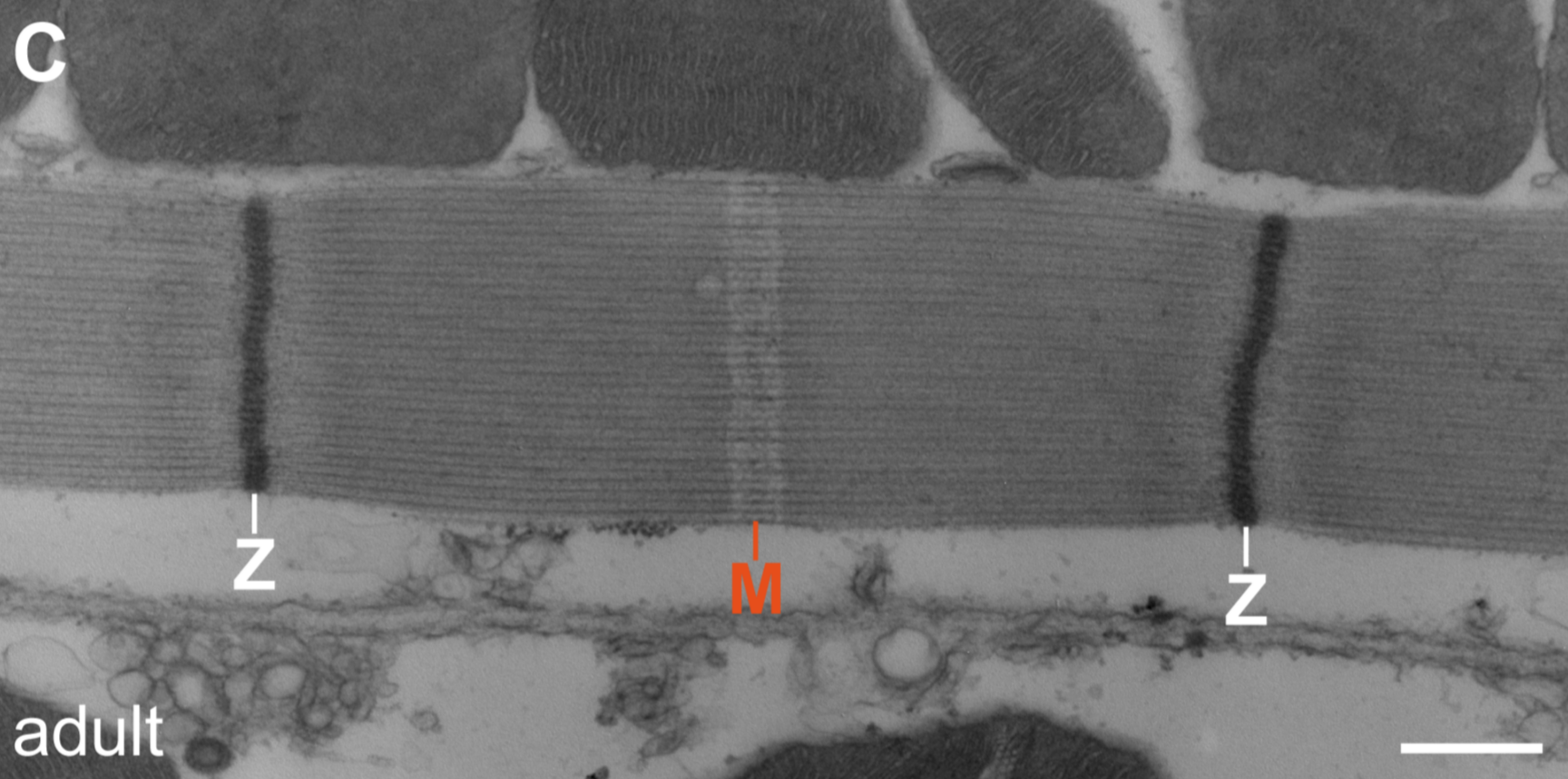
Sarcoplasma de un miocito. Una miofibrilla. en el centro, con las bandas de estriación. Un solo sarcómero entre ambas líneas Z. Corte longitudinal.

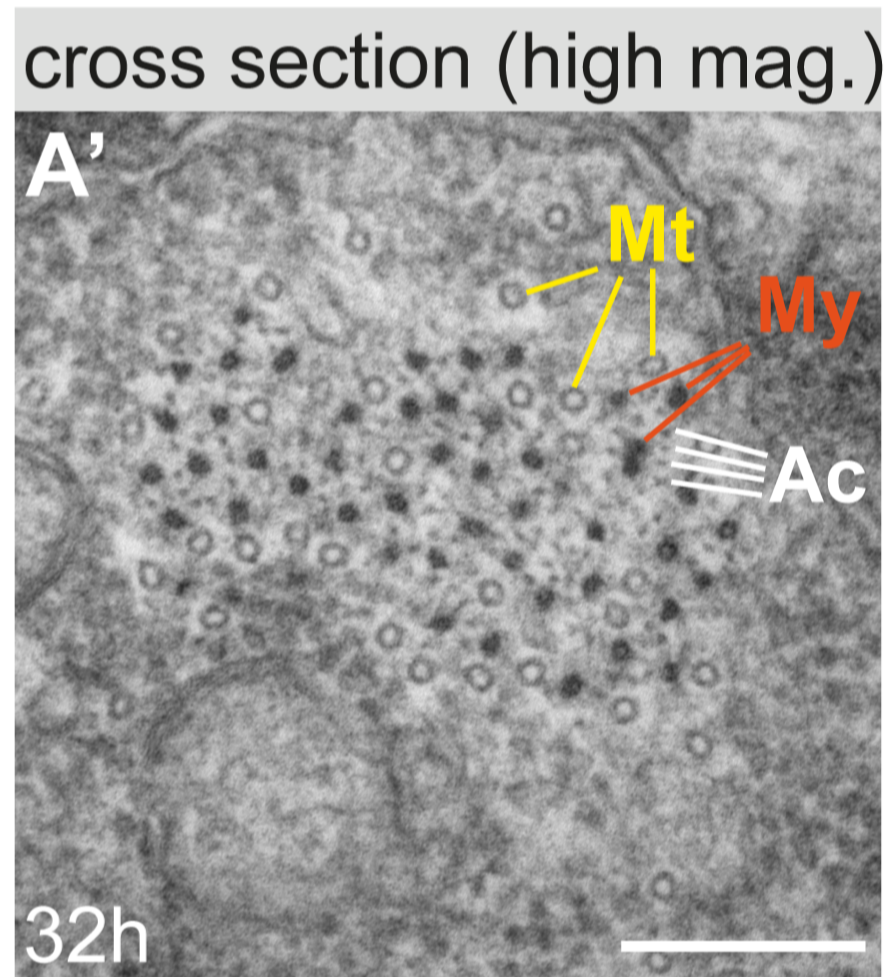
Sarcoplasma. Se observan microtúbulos ("Mt"), actina (Ac) filamentos finos y miosina (My) filamentos gruesos. Corte transversal.

El sarcoplasma de los miocitos esqueléticos contiene desde varios cientos a algunos miles de haces de miofibrillas intracelulares. Estas largas miofibrillas cilíndricas, presentan un aspecto estriado por repetición de zonas claras y oscuras llamadas sarcómeros.

Cada sarcómero contiene estructuras constituidas por grandes polímeros de las proteínas actina y miosina llamados miofilamentos. Estos miofilamentos se ensamblan entre sí, con unos 1 500 filamentos gruesos de miosina y 3 000 filamentos finos de actina por miofibrilla.

La proteína contráctil llamada actina se presenta como unidades globulares de 3-7 nm de diámetro, que se polimeriza y compone los microfilamentos. Los microfilamentos son largas y delgadas fibras de actina, que se asocia con la miosina para la contracción.

La miosina de tipo II es una proteína fibrosa, que se une a 300 moléculas idénticas, hasta formar un complejo macromolecular llamado "filamento de miosina" que es grueso y tiene una longitud de 1-1,6 micrómetros y funciona como motor molecular.

Los filamentos de actina y miosina están conectados de manera estable por un tercer filamento de conexión compuesto por la larguísima proteína titina.

El principio organizativo básico es la "minimáquina" contráctil llamada sarcómero. Cada sarcómero está bordeado por dos discos Z, que anclan los extremos de los filamentos de actina altamente regulares. Los extremos puntiagudos. de estos filamentos de actina apuntan hacia el centro del sarcómero, donde interactúan con los dominios motores de los filamentos de miosina.

El sarcoplasma de los miocitos esqueléticos y los cardiomiocitos tiene como característica distintiva la contracción con el consiguiente acortamiento.
La concentración de calcio en el sarcoplasma es también un elemento especial de la fibra muscular, por medio del cual se producen y regulan las contracciones musculares.